# Jan Izaäc van Doorninck
Jan Izaäc van Doorninck of Jan Izaak van Doorninck (Deventer, 27 maart 1840 – Zwolle, 16 november 1889) was een negentiende-eeuwse Nederlandse schrijver en archivaris.

## Biografie
Hij was de zoon van Damian Joan van Doorninck en Petronella Wilhelmina Lucretia Rauwertz Tichler.
Hij ging in Deventer naar de lagere school en het gymnasium. Op 18 september 1858 werd hij als student aan het athenaeum ingeschreven. Al bijna 6 maanden later op 26 januari 1859 schreef hij zich in als rechtenstudent op de Universiteit te Utrecht. Hij werd lid van het corps, en was een van de stichters van het studentenweekblad Vox studiosorum, op 4 mei 1864 verscheen daarvan het eerste nummer.
Op 9 februari 1866 promoveerde Jan Izaäc bij prof. Vreede op het proefschrift, met de titel: De staatkunde der Nederlandsche Republiek van 1697 tot 1795 in betrekking tot het evenwicht van Europa. Hierna werd hij werkzaam als advocaat en procureur in Deventer.
Hij had de beschikking over de grote bibliotheek en het penningkabinet van zijn grootvader Martinus van Doorninck. En hij gebruikte dat als bron voor zijn passie: historisch onderzoek. Al snel volgt hij zijn oom Jan van Doorninck op als provinciaal archivaris. Na de benoeming op 19 augustus 1869 trad hij op 1 november daarop in functie. Na de overneming der provinciale archieven door het Rijk werd hij in 1880 benoemd tot rijksarchivaris, welk ambt hij tot zijn dood heeft bekleed. De provinciale archieven werden later door het Rijk overgenomen, en zo werd hij in 1880 benoemd tot rijksarchivaris. Dit ambt heeft hij verder tot zijn dood bekleed.
Op 20 september 1866 trouwde hij met Alida Adolphine Anspach, die hem zou overleven.
Hij is vooral bekend door zijn boek over anonieme schrijvers. Een herziene versie verscheen in 1883-1885: Vermomde en naamlooze schrijvers opgespoord op het gebied der Nederlandsche en Vlaamsche letteren. Deze publicatie werd in 1970 herdrukt samen met het vervolg uit 1928, Vermomde Nederlandsche en Vlaamsche schrijvers van Aafke de Kempenaer (1883-1973), in één band uitgegeven door Boekhandel-Antiquariaat B.M. Israël te Amsterdam.

## Publicaties
- Bibliotheek van Nederlandsche anonymen en pseudonymen. Den Haag-Utrecht, Nijhoff-Beijers, 1870. Met index, omvang XII, VIII p., 838 kolommen, [2] p., 25 cm.[2]
- Tijdrekenkundige lijst van stukken welke thans nog het Oudarchief der gemeente Oldenzaal uitmaken, uitgave: Tijl, Zwolle, 1874, Werken van de Vereeniging tot Beoefening van Overijsselsch Regt en Geschiedenis  nr. 10, Met bladwijzer, 72 p, 23 cm,[3]
- Vermomde en naamlooze schrijvers opgespoord op het gebied der Nederlandsche en Vlaamsche letteren. Leiden, E.J. Brill, 1883-1885.
- Vermomde Nederlandsche en Vlaamsche schrijvers (bandtitel), opgenomen in DBNL.